# 4483 Petőfi
4483 Petofi eller 1986 RC2 är en asteroid i huvudbältet som upptäcktes den 9 september 1986 av den rysk-sovjetiska astronomen Ljudmila Karatjkina vid Krims astrofysiska observatorium på Krim. Den är uppkallad efter Sándor Petőfi.
Asteroiden har en diameter på ungefär fem kilometer och den tillhör asteroidgruppen Hungaria.